# Blainville-sur-l'Eau
Blainville-sur-l'Eau este o comună franceză situată în departamentul Meurthe-et-Moselle, în regiunea Grand Est.

## Geografie

### Comune limitrofe
| Damelevières | Damelevières | Rehainviller     |
| Damelevières |              | Mont-sur-Meurthe |
| Charmois     | Charmois     | Mont-sur-Meurthe |

### Hidrografie
Comuna se află în bazinul hidrografic al Rinului, în cadrul bazinului Rin-Meuse. Este drenată de Meurthe și de pârâul St-Antoine.
Meurthe, cu o lungime de 161 km, își are izvorul în comuna Le Valtin și se varsă în Moselle la Pompey, după ce traversează 53 de comune. Caracteristicile hidrologice ale Meurthe sunt oferite de stația hidrologică situată în comuna Damelevières. Debitului mediu lunar este de 33,1 m³/s. Debitului mediu zilnic maxim este de 654 m³/s, atins în timpul inundației din 10 aprilie 1983. Debitului instantaneu maxim este de 729 m³/s, atins la 27 mai 1983.

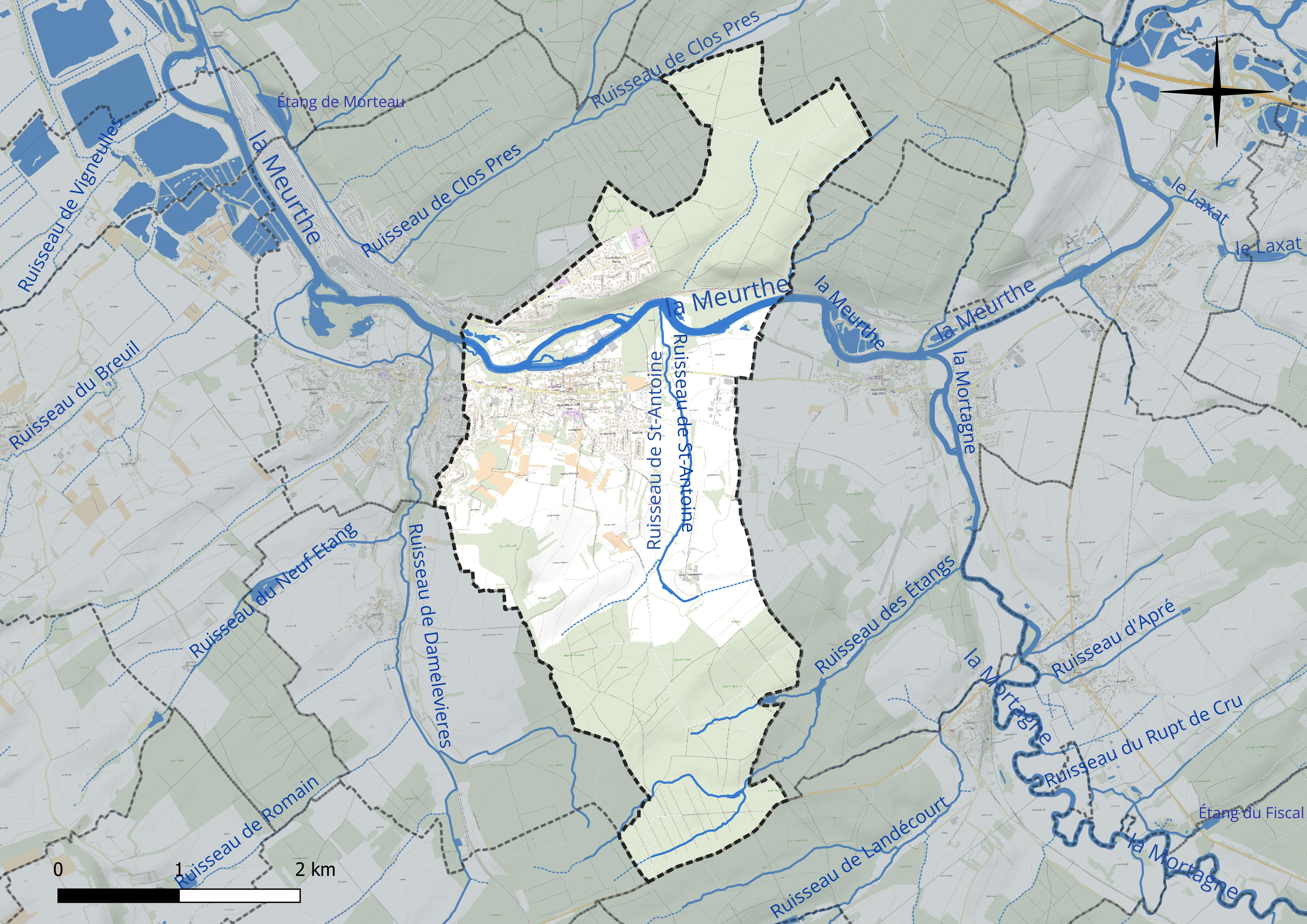
Blainville-sur-l'Eau - rețeaua hidrografică.

### Climă
În 2010, clima comunei era de tip oceanic degradat, specific câmpiilor din Centru și Nord, conform unui studiu al CNRS, bazat pe o serie de date aferente perioadei 1971-2000. În 2020, Météo-France a publicat o tipologie a climatului din Franța metropolitană, în care comuna este clasificată cu un climat semi-continental și se află în regiunea climatică Lorena, platoul Langres, Morvan, caracterizată printr-o iarnă aspră (1,5 °C), vânturi moderate și ceață frecventă în toamnă și iarnă.
Pentru perioada 1971-2000, temperatura medie anuală este de 9,7 °C, cu o amplitudine termică anuală de 16,9 °C. Cantitatea medie anuală de precipitații este de 800 mm, cu 11,9 zile de precipitații în ianuarie și 9,5 zile în iulie. Pentru perioada 1991-2020, temperatura medie anuală observată la stația meteorologică cea mai apropiată, situată în comuna Tomblaine la 21 km distanță în linie dreaptă, este de 11,0 °C, iar cantitatea medie anuală de precipitații este de 746,3 mm.
Pentru viitor, parametrii climatici estimati pentru comună, pentru anul 2050, conform diferitelor scenarii de emisii de gaze cu efect de seră, pot fi consultati pe un site dedicat publicat de Météo-France în noiembrie 2022.

## Urbanism

### Tipologie
La 1 ianuarie 2024, Blainville-sur-l'Eau este clasificată ca un oraș mic, conform noii grile comunale de densitate în șapte niveluri definită de INSEE (Institutul Național de Statistică și Studii Economice) în 2022. Aparține unității urbane Blainville-sur-l'Eau, o aglomerație intra-departamentală care include două comune, dintre care ea este orașul-centru. De asemenea, comuna face parte din zona metropolitană a orașului Nancy, fiind o comună din coroana acesteia. Această zonă, care cuprinde 353 de comune, este clasificată în categoria zonelor cu o populație cuprinsă între 200.000 și mai puțin de 700.000 de locuitori.

### Utilizarea terenului
Ocupația solurilor comunei, așa cum reiese din baza de date europeană privind ocupația biogeofizică a solurilor Corine Land Cover (CLC), este marcată de importanța pădurilor și mediilor semi-naturale (50,6% în 2018), o proporție aproximativ echivalentă cu cea din 1990 (50,8%). Distribuția detaliată în 2018 este următoarea: păduri (50,6%), pajiști (15,9%), terenuri arabile (14,2%), zone urbanizate (12,4%), culturi permanente (3,7%), zone agricole eterogene (3,2%). Evoluția ocupării terenurilor în comună și a infrastructurilor sale poate fi observată pe diferitele reprezentări cartografice ale teritoriului: harta Cassini (secolul XVIII), harta de stat-major (1820-1866) și hărțile sau fotografiile aeriene ale IGN pentru perioada actuală (1950 până în prezent).

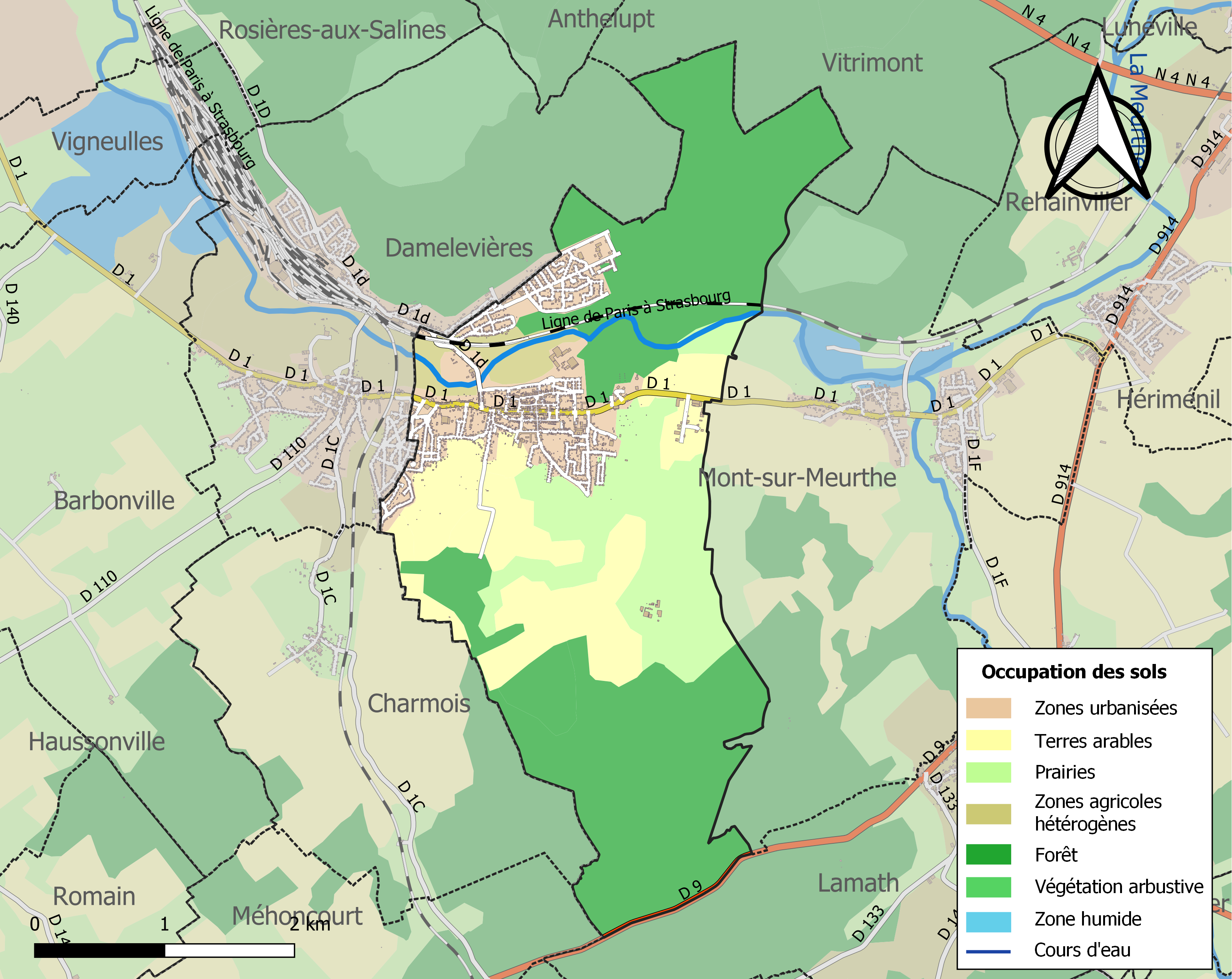
Harta infrastructurii și utilizării terenului a comunei în 2018 (CLC).

## Toponimie
Numele localității este atestat sub următoarele forme: Bledonis (882-887); Ecclesia de villa Bladini; Blainvilla (1156); Alodium de Bullinville (1157); Bleinvilla (1292); Bleinville (1294); Bloenville (1550); Blainville-sur-l’Eawe (1555); Blainville-sur-Meux (1429); Blainville-la-Grande (1779).
Determinantul locativ „-sur-l'Eau” face referire la râul Meurthe, atestat sub forma Meux în titlul Blainville-sur-Meux din 1429.

## Istorie
Blainville-sur-l'Eau a fost odinioară un târg important și reședința unui marchizat, construit de un senior numit Blida, care a trăit în secolul al XII-lea, iar parohia sa a fost oferită abației Belchamps de către Erard, senior de Vendières, în 1292. Se menționează acest sat într-un document din 1157 referitor la această abație, unde este numit „allodium de Bulinville”.
În 1338, Raoul, duce de Lorena, cedează lui Burnekins de Ristes, în schimbul a ceea ce acesta avea la Lunéville, orașele fortificate, casele, șanțurile, incintele, hambarele, bărbații și femeile din Blainville și dependențe. Ulterior, acest teritoriu revine în domeniul ducilor de Lorena.
În 1633, Antoine de Lenoncourt, primat de Lorena, după ce a achiziționat teritoriul Blainville, a refăcut zidurile care fuseseră distruse în timpul războaielor ce au devastat Lorena în secolul al XV-lea, a aliniat străzile, a construit porțile și a obținut ridicarea sa la rangul de marchizat. Existau 4 porți:
- Poarta Saint-Michel, la est, în direcția Lunéville
- Poarta Notre-Dame, la vest, în direcția Nancy
- Poarta Saint-Antoine, la sud. A fost complet demolată în timpul Revoluției
- Poarta Rouge, în Grand'Rue, care separa proprietatea seniorului de sat.

În 1870, în timpul războiului franco-prusac, Blainville a fost traversat de lungi șiruri de trupe dezorganizate, resturi ale armatei lui Mac Mahon care se retrăgea și care au campat pe teritoriile Mont și Rehainviller. La 15 august, cavaleria prusacă a pătruns în sat, urmată de infanterie, care a efectuat un jaf organizat. Începând cu 16 august, comuna a fost supusă ocupației până la 22 ianuarie 1871, când ocupantul și-a strâns armele și bagajele în grabă. În aceeași zi, la ora 5 dimineața, postul prusac care păzea podul Fontenoy-sur-Moselle a fost surprins și masacrat sau capturat de vânătorii din Vosgi.
Spre sfârșitul celui de-Al Doilea Război Mondial, satul a fost eliberat pe 13 septembrie 1944, în același timp cu vecinul său Damelevières.

## Populația și societatea

### Date demografice
Evoluția numărului de locuitori este cunoscută prin recensămintele populației efectuate în comună începând din 1793. Pentru comunele cu mai puțin de 10 000 de locuitori, un recensământ al întregii populații este realizat la fiecare cinci ani, populațiile legale pentru anii intermediari fiind estimate prin interpolare sau extrapolare.
În 2022, comuna număra 3 885 locuitori, în scădere cu -2,51 % față de 2016 (Meurthe-et-Moselle: -0,13 %, Franța fără Mayotte: +2,11 %).
| An        | 1793 | 1806 | 1841 | 1861  | 1876  | 1886  | 1901  | 1921  | 1936  | 1962  | 1982  | 2006  | 2014  | 2022  |
| --------- | ---- | ---- | ---- | ----- | ----- | ----- | ----- | ----- | ----- | ----- | ----- | ----- | ----- | ----- |
| Populație | 528  | 649  | 812  | 1 029 | 1 037 | 1 605 | 1 508 | 2 453 | 3 616 | 4 309 | 3 895 | 4 042 | 3 974 | 3 885 |

## Cultură locală și patrimoniu

### Locuri și monumente

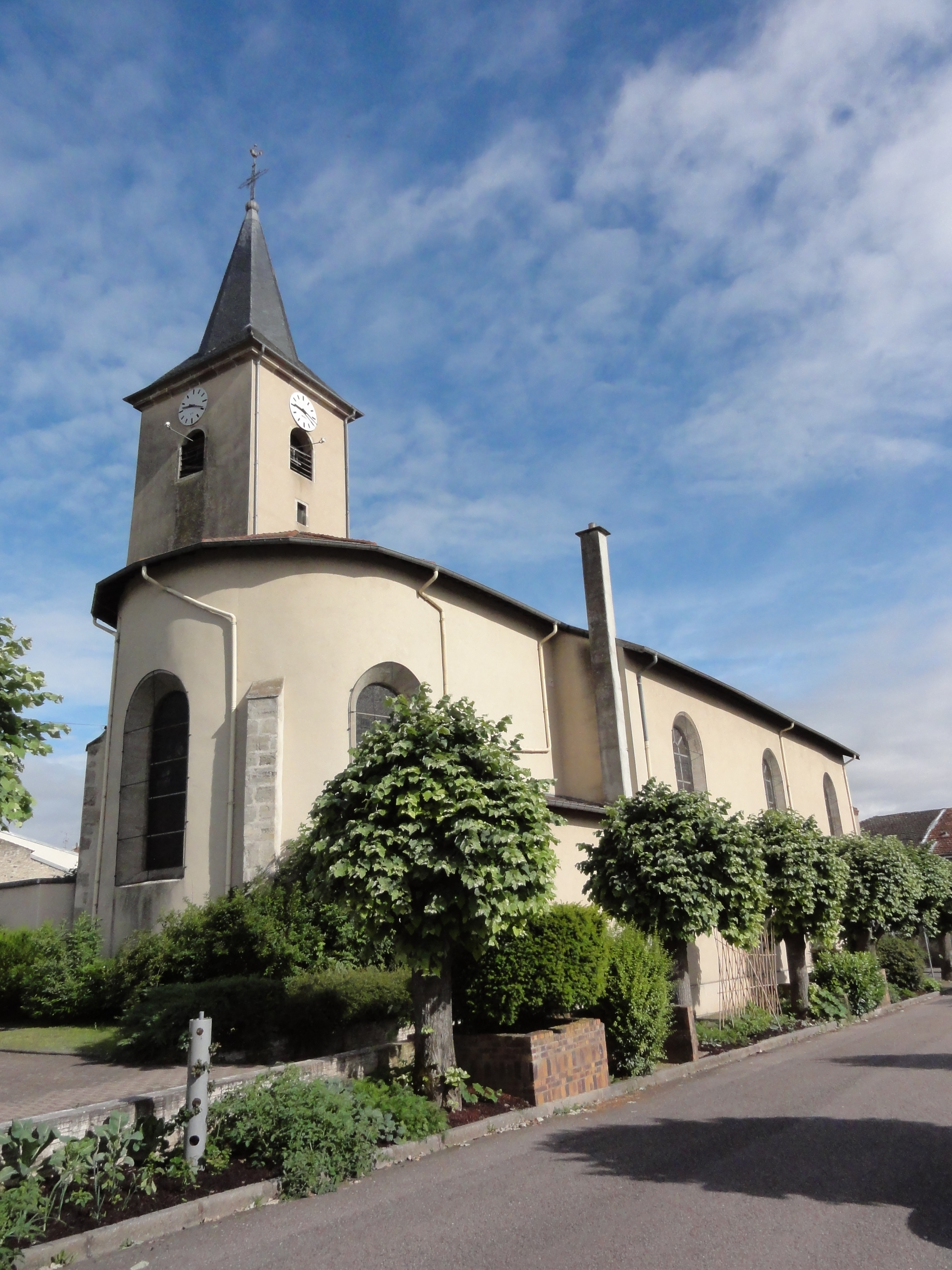
Biserica Sfântul Ioan Botezătorul

- Vestigii ale incintei din secolul al XV-lea (distruse), două porți ale orașului din secolul al XVII-lea, reconstruite după Războiul de Treizeci de Ani, au supraviețuit până la sfârșitul anilor 1920, când au fost demontate pentru a permite trecerea automobilelor.
- Biserica Sfântul Ioan Botezătorul, secolul al XVIII-lea.
- Biserica Sfânta Odilia, Cartierul Haut des Places.